# Amphiacusta
Amphiacusta is een geslacht van rechtvleugeligen uit de familie krekels (Gryllidae). De wetenschappelijke naam van dit geslacht is voor het eerst geldig gepubliceerd in 1874 door Saussure.

## Soorten
Het geslacht Amphiacusta omvat de volgende soorten:
- Amphiacusta abatos Otte & Perez-Gelabert, 2009
- Amphiacusta aetheria Otte & Perez-Gelabert, 2009
- Amphiacusta annosa Otte & Perez-Gelabert, 2009
- Amphiacusta annulipes Serville, 1831
- Amphiacusta apoplanos Otte & Perez-Gelabert, 2009
- Amphiacusta azteca Saussure, 1859
- Amphiacusta bahamensis Morse, 1905
- Amphiacusta barbadense Otte & Perez-Gelabert, 2009
- Amphiacusta caicosensis Otte & Perez-Gelabert, 2009
- Amphiacusta caraibea Saussure, 1897
- Amphiacusta cavicola Otte & Perez-Gelabert, 2009
- Amphiacusta chledos Otte & Perez-Gelabert, 2009
- Amphiacusta cinctipes Walker, 1869
- Amphiacusta cubensis Desutter-Grandcolas, 1997
- Amphiacusta dapanera Otte & Perez-Gelabert, 2009
- Amphiacusta diaphoros Otte, 2006
- Amphiacusta digrediens Otte, 2006
- Amphiacusta dimalea Otte & Perez-Gelabert, 2009
- Amphiacusta dissimilis Desutter-Grandcolas, 1997
- Amphiacusta doi Desutter-Grandcolas, 1997
- Amphiacusta domingensis Desutter-Grandcolas, 1997
- Amphiacusta dominica Otte & Perez-Gelabert, 2009
- Amphiacusta epiphlebos Otte & Perez-Gelabert, 2009
- Amphiacusta ergatikos Otte & Perez-Gelabert, 2009
- Amphiacusta eritheles Otte & Perez-Gelabert, 2009
- Amphiacusta evides Otte & Perez-Gelabert, 2009
- Amphiacusta exacerbans Otte & Perez-Gelabert, 2009
- Amphiacusta expansa Otte & Perez-Gelabert, 2009
- Amphiacusta extenta Otte & Perez-Gelabert, 2009
- Amphiacusta fascinans Otte & Perez-Gelabert, 2009
- Amphiacusta ficticia Otte & Perez-Gelabert, 2009
- Amphiacusta fuscicornis Serville, 1838
- Amphiacusta gnisdara Otte & Perez-Gelabert, 2009
- Amphiacusta grandis Saussure, 1874
- Amphiacusta grenauta Otte & Perez-Gelabert, 2009
- Amphiacusta haitiana Desutter-Grandcolas, 1997
- Amphiacusta haitianella Desutter-Grandcolas, 1997
- Amphiacusta haitiensis Desutter-Grandcolas, 1997
- Amphiacusta henrymorgani Otte & Perez-Gelabert, 2009
- Amphiacusta hespera Otte & Perez-Gelabert, 2009
- Amphiacusta hispaniolae Desutter-Grandcolas, 1997
- Amphiacusta hyperphobos Otte & Perez-Gelabert, 2009
- Amphiacusta iviei Otte & Perez-Gelabert, 2009
- Amphiacusta kittsia Otte & Perez-Gelabert, 2009
- Amphiacusta lares Otte & Perez-Gelabert, 2009
- Amphiacusta macrosceles Otte & Perez-Gelabert, 2009
- Amphiacusta mingodo Otte & Perez-Gelabert, 2009
- Amphiacusta minima Desutter-Grandcolas, 1997
- Amphiacusta minor Desutter-Grandcolas, 1997
- Amphiacusta mona Desutter-Grandcolas, 1997
- Amphiacusta mythica Otte & Perez-Gelabert, 2009
- Amphiacusta nauta Desutter-Grandcolas, 1997
- Amphiacusta negrila Otte & Perez-Gelabert, 2009
- Amphiacusta nesiotes Desutter-Grandcolas, 1997
- Amphiacusta nesioticos Otte & Perez-Gelabert, 2009
- Amphiacusta obstipa Otte & Perez-Gelabert, 2009
- Amphiacusta ominosa Otte & Perez-Gelabert, 2009
- Amphiacusta opsia Otte & Perez-Gelabert, 2009
- Amphiacusta oudais Otte & Perez-Gelabert, 2009
- Amphiacusta paradoxos Otte & Perez-Gelabert, 2009
- Amphiacusta pavida Otte & Perez-Gelabert, 2009
- Amphiacusta periphanes Otte & Perez-Gelabert, 2009
- Amphiacusta piratica Otte & Perez-Gelabert, 2009
- Amphiacusta pomierense Otte & Perez-Gelabert, 2009
- Amphiacusta pronauta Desutter-Grandcolas, 1997
- Amphiacusta renodis Otte & Perez-Gelabert, 2009
- Amphiacusta rica Otte, 2006
- Amphiacusta ridapoa Otte & Perez-Gelabert, 2009
- Amphiacusta robusta Desutter-Grandcolas, 1997
- Amphiacusta ruizi Otte & Perez-Gelabert, 2009
- Amphiacusta saba Desutter-Grandcolas, 1997
- Amphiacusta salticus Otte, 2006
- Amphiacusta sanctaecrucis Desutter-Grandcolas, 1997
- Amphiacusta sardineroi Otte & Perez-Gelabert, 2009
- Amphiacusta sidranga Otte & Perez-Gelabert, 2009
- Amphiacusta sincerus Otte & Perez-Gelabert, 2009
- Amphiacusta spectrum Walker, 1869
- Amphiacusta strena Otte & Perez-Gelabert, 2009
- Amphiacusta sylvatica Otte & Perez-Gelabert, 2009
- Amphiacusta tachydromos Otte & Perez-Gelabert, 2009
- Amphiacusta taracte Otte & Perez-Gelabert, 2009
- Amphiacusta tijicohniae Desutter-Grandcolas, 1997
- Amphiacusta tolteca Saussure, 1897
- Amphiacusta ultima Desutter-Grandcolas, 1997
- Amphiacusta variegata Desutter-Grandcolas, 1997
- Amphiacusta vespera Otte & Perez-Gelabert, 2009
- Amphiacusta viequense Otte & Perez-Gelabert, 2009
- Amphiacusta vigens Otte & Perez-Gelabert, 2009